# Jens Nylander
Jens Bertil Nylander, född 31 augusti 1979, är en svensk företagare, debattör och opinionsbildare. Han har varit verksam som it-konsult och var vd för MP3-spelarförsäljningsföretaget Jens of Sweden. Nylander har även framträtt som debattör i IT-frågor, bland annat piratkopiering. 

## Karriär

### Jens of Sweden, Jays
Nylander startade företaget Jens of Sweden, som importerade MP3-spelare och sålde dem i Sverige. Efter att ha upplevt stora framgångar gick bolaget i konkurs 2005.
Därefter startade Nylander 2006 bolaget Jays med hjälp av riskkapital. 2008 sålde han sin aktiepost till investorer och anställda för 140 000 kronor. 

### 2010-talet
Nylander grundade och var tidigare verksam i företaget Automile. Företaget presenterade 2014 produkten Automile Box, en elektronikenhet som kan kopplas in i en bils diagnosuttag för att på så sätt visualisera bilens prestanda och annan statistik. Automile såldes senare till konkurrenten Abax.

### 2020-talet
Under 2021 började Nylander utveckla mjukvaran Ormeo, vilket ledde till att han i mars 2023 anmälde Ica Gruppen till Konkurrensverket efter att han upptäckt misstänkt kartellbildning.  
2024 upprättade Nylander en offentligt tillgänglig databas med 33 miljoner digitaliserade fakturor från 229 kommuner och 11 regioner de senaste två åren, vilket möjliggjorde granskning av alla offentliga inköp. Det gjordes till en kostnad av hundratusentals kronor i avgifter bara för att få ut uppgifterna. Några av de inköp som uppmärksammades var att Melleruds kommun hade köpt begagnade elverk som hade utannonserats på Blocket (trots att säljaren inte kunde uppvisa serviceböcker), och att Hudiksvalls kommun hade köpt USB-säkerhetsnycklar som aldrig levererades. Nylander kommenterade att det som främst stack ut var det vardagliga slöseri som pågick i alla kommuner. Enligt Nylander var de vanligaste problemen att:
- Kommuner sällan prutar på priset
- Kommuner har löpande avtal som inte sägs upp när tjänsten inte längre används
- Fakturor sällan ifrågasätts

Det sistnämnda härledde han till att det för tjänstemän saknas incitament eller uppdrag att undersöka avvikelser, och att det istället bara innebär merjobb. Patrik Kronqvist skrev i Expressen att det var "public service på riktigt" och att Nylander förtjänade Stora Journalistpriset i kategorin "årets förnyare".